# Sapromyza placida
Sapromyza placida är en tvåvingeart som beskrevs av Johann Wilhelm Meigen 1830. Sapromyza placida ingår i släktet Sapromyza och familjen lövflugor.
Artens utbredningsområde är Tyskland. Inga underarter finns listade i Catalogue of Life.